# The Three Smiles
Pour plus de détails, voir Fiche technique et Distribution.
The Three Smiles (三笑, San xiao) est un film hongkongais réalisé par Yueh Feng et sorti le 25 septembre 1969.
Il s'agit d'une comédie musicale de style « Huangmei diao », une des multiples adaptations d'une histoire célèbre. Il est considéré comme le dernier film de l'âge d'or du cinéma d'opéra du Huangmei.

## Histoire
Le célèbre poète et peintre Tang Bo-hu s'introduit dans une maison honorable sous une fausse identité, afin de séduire, au nez et à la barbe des deux jeunes fils de famille qui en sont amoureux, une jolie soubrette rencontrée au temple et qui l'aurait soi-disant enjôlé par trois sourires.

## Fiche technique
- Titre : The Three Smiles
- Titre original : 三笑 (San xiao)
- Réalisation : Yueh Feng
- Scénario : Yueh Feng
- Photographie : Pao Hsueh-li
- Société de production : Shaw Brothers
- Pays d'origine :  Hong Kong
- Langue originale : mandarin
- Format : Couleurs - 2,35:1 - Mono - Format 35 mm
- Genre : comédie musicale
- Durée : 114 minutes
- Date de sortie : 25/09/1969

## Distribution
- Ling Po : Tang Bo-hu
- Li Ching : Fragrance d'automne (la soubrette)
- Ching Miao : le maître de maison
- Chen Yen-yen : madame Hua, maîtresse de maison
- Wei Ping-ou : Zhu Zhi-shan, un poète
- Li Kun : le fils aîné de la maison